# Ceratozetes monticola
Ceratozetes monticola är en kvalsterart som beskrevs av Hammer 1961. Ceratozetes monticola ingår i släktet Ceratozetes och familjen Ceratozetidae. Inga underarter finns listade i Catalogue of Life.